# ルキウス・ウァレリウス・ポティトゥス (紀元前483年の執政官)
ルキウス・ウァレリウス・ポティトゥス（ラテン語: Lucius Valerius Potitus）は共和政ローマ初期の政治家・軍人。紀元前483年と紀元前470年に執政官（コンスル）を務めた。

## 出自
パトリキ（貴族）であるウァレリウス氏族の出身。父は紀元前505年の執政官マルクス・ウァレリウス・ウォルススである。

## 経歴
紀元前485年にカエソ・ファビウス・ウィブラヌスと共にクァエストル・パッリキディ（財務官であるが、初期においては訴追権を持っていた）に就任。両クァエストルは前年の執政官であり、土地分配法を提案したスプリウス・カッシウス・ウェケッリヌスを王位を狙ったとして告発した。ウェケッリヌスは有罪となり処刑されたが、この裁判で果たした役割のためにプレブス（平民）の間では不人気となった。しかしながら、ポティトゥスは紀元前483年の執政官に選ばれ、さらには紀元前470年にも二度目の執政官を務めている。
紀元前483年の執政官の同僚はマルクス・ファビウス・ウィブラヌスであった。ティトゥス・リウィウスによれば、この数年間護民官はその権力を拡大しようとしていたが、元老院がこれを押し留めていた。
紀元前470年の執政官に際には、アエクイに対する戦争の指揮を執った。彼はアエクイ軍野営地への攻撃を試みるも失敗、代わりにアエクイ領を略奪してローマに帰還している。

## 参考資料
- ティトゥス・リウィウス『ローマ建国史』
- William Smith, Dictionary of Greek and Roman Biography and Mythology